# Oliver Kehrl

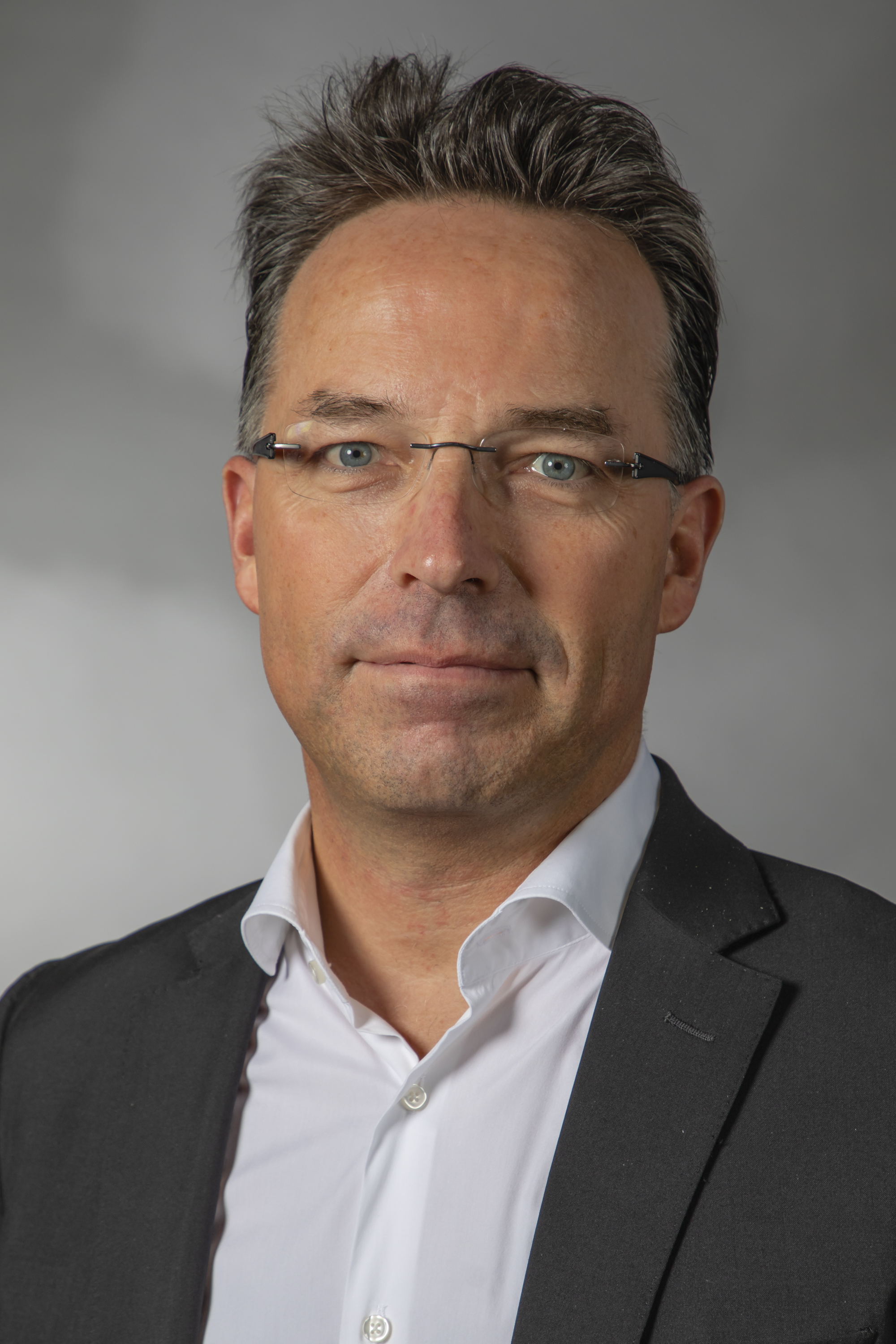
Oliver Kehrl, 2019

Oliver Kehrl (* 8. Juli 1967 in Köln) ist ein deutscher Unternehmer und Politiker (CDU). Er war von 2017 bis 2022 Abgeordneter im Landtag Nordrhein-Westfalen.

## Leben
Kehrl wuchs in Köln auf und legte im Jahr 1986 das Abitur auf dem Friedrich-Wilhelm-Gymnasium ab. Dem Zivildienst beim Arbeiter-Samariter-Bund in Köln folgte ein dreimonatiges Praktikum bei der Daimler-Benz AG in Sindelfingen. Von 1988 an studierte Kehrl Betriebswirtschaftslehre an der Universität zu Köln mit den Schwerpunkten Marketing und Handel. Seine Diplomarbeit legte er zum Thema Privatisierung und Deregulierung des Öffentlichen Nahverkehrs vor. Im Jahr 1992 folgte das Examen an der Universität zu Köln.
Von 1993 an arbeitete Kehrl sechs Jahre lang für das Textilunternehmen S.Oliver. 1995 gründete er die AIDA Textilvertriebs GmbH, die neun Einzelhandelsgeschäfte im Großraum Köln mit rund 40 Mitarbeitern betreibt. Kehrl ist geschäftsführender Vorstand und Schriftführer in der Aktionsgemeinschaft Rodenkirchen e.V. sowie Finanzvorstand des Treffpunkt Rodenkirchen e.V.
Kehrl trat im Mai 2016 in die CDU ein. Seit März 2018 ist er Stadtbezirksvorsitzender im Stadtbezirk 2 Rodenkirchen der CDU Köln.
Bei der Landtagswahl im Mai 2017 wurde Kehrl im Wahlkreis 13 (Köln I) als Direktkandidat in den Landtag von Nordrhein-Westfalen gewählt. Den Wahlkreis gewann er mit 34,2 % der Erststimmen. Im Parlament war er ordentliches Mitglied im Rechtsausschuss, im Ausschuss für Wirtschaft, Energie und Landesplanung und im Ausschuss für Digitalisierung und Innovation. Ab August 2020 war er zudem zum Beauftragten für Handel und vitale Innenstädte seiner Fraktion ernannt. Seit Oktober 2021 ist er zudem Beisitzer im Landesvorstand der Mittelstands- und Wirtschaftsunion NRW.
Zudem saß Oliver Kehrl in den Enquetekommissionen zur digitalen Transformation der Arbeitswelt in NRW und war Sprecher der CDU-Fraktion im Parlamentarischen Untersuchungsausschuss 3 zur Untersuchung des Tods eines Häftlings in der JVA Kleve.
Kehrl besetzt seit Mai 2017 einen Vorstandsposten beim Handelsverband NRW und sitzt seit Mai 2018 im Beirat der Justizvollzugsanstalt Köln.
Bei der Landtagswahl im Mai 2022 verlor Kehrl sein Direktmandat im Wahlkreis 13 (Köln I) mit 28,2 % an Eileen Woestmann, Kandidatin von  Bündnis 90/Die Grünen, welche mit 33,6 % gewählt wurde. Er schied somit aus dem Landtag aus.
Das durch Oliver Kehrl geführte Unternehmen, die AIDA Textilvertriebs GmbH, geriet Ende 2022 in finanzielle Schwierigkeiten. Am 6. Dezember 2022 wurde durch Beschluss des Amtsgerichts Köln ein vorläufiger Insolvenzverwalter für das Unternehmen bestellt. Dies markierte den Beginn eines Insolvenzverfahrens, das im März 2023 zur offiziellen Insolvenz der AIDA Textilvertriebs GmbH führte.